# Liste der deutschen Bundesländer nach Fertilitätsrate
Die Liste der deutschen Bundesländer nach Fertilitätsrate sortiert die Bundesländer der Bundesrepublik Deutschland nach ihrer zusammengefassten Fruchtbarkeitsziffer (Fertilitätsrate) im Jahr 2022. Die Fertilität gibt an, wie viele Kinder eine Frau durchschnittlich im Laufe des Lebens hätte, wenn die zu einem einheitlichen Zeitpunkt ermittelten altersspezifischen Fruchtbarkeitsziffern für den gesamten Zeitraum ihrer fruchtbaren Lebensphase gelten würden. Sie wird ermittelt, indem die altersspezifischen Fruchtbarkeitsziffern summiert und durch 1000 geteilt werden. Angegeben ist zudem die Gesamtzahl an Geburten je Bundesland.
| Land                   | Fertilitätsrate pro Frau | Anzahl Geburten |
| ---------------------- | ------------------------ | --------------- |
| Niedersachsen          | 1,52                     | 71.289          |
| Rheinland-Pfalz        | 1,52                     | 36.731          |
| Bremen                 | 1,51                     | 6.720           |
| Nordrhein-Westfalen    | 1,49                     | 164.496         |
| Bayern                 | 1,49                     | 124.897         |
| Baden-Württemberg      | 1,49                     | 104.549         |
| Brandenburg            | 1,47                     | 17.439          |
| Hessen                 | 1,46                     | 57.360          |
| Schleswig-Holstein     | 1,45                     | 23.953          |
| Sachsen-Anhalt         | 1,45                     | 14.506          |
| Thüringen              | 1,43                     | 14.131          |
| Saarland               | 1,41                     | 7.814           |
| Sachsen                | 1,4                      | 29.331          |
| Mecklenburg-Vorpommern | 1,39                     | 10.820          |
| Hamburg                | 1,32                     | 19.054          |
| Berlin                 | 1,25                     | 35.729          |
| Deutschland            | 1,46                     | 738.819         |